# Jan Garbarek
Jan Garbarek (født 4. marts 1947) er en norsk jazzmusiker af polsk afstamning, der spiller på en række forskellige instrumenter, men har sopransaxofonen som sit hovedinstrument. Han opfattes af mange som det mest udprægede eksempel på det, der kaldes en nordisk tone.
Garbarek opnåede verdensberømmelse for sin medvirken i Keith Jarretts europæiske kvartet. Derefter begyndte han at gøre sig bemærket på egen hånd. Foruden sin let genkendelige personlige klang, er han også kendt for at have inddraget inspiration fra mange forskellige musikalske stilarter i sin musik.
Blandt de mange musikere, som Garbarek har spillet sammen med, kan nævnes:
- Mari Boine
- Rainer Brüninghaus
- Bill Frisell
- Don Cherry
- Chick Corea
- Charlie Haden
- Hilliard Ensemble
- Zakir Hussain
- Keith Jarrett
- Manu Katché
- Gary Peacock
- Miroslav Vitous
- Eberhard Weber

## Reference
1. ↑  Den nordiske tone | information.dk